# 鉄炉寺
鉄炉寺（てつろうじ）は、中華人民共和国湖南省長沙市開福区撈刀河街道漢回村にある仏教臨済宗寺院。

## 歴史
鉄炉寺の建立年代は不明。寺内には2本の枝が茂っている古茶の木があり、茶の木は南宋建炎4年から紹興5年（1130-1335年）の鐘相、楊麼蜂起の時、岳飛は洞庭湖一帯に出兵し、この地を通過する時に自ら植えたと伝えられている。
1931年、寺は尼寺に改められた。
1949年、中華人民共和国が建立され、鉄炉寺の仏像が破壊され、尼僧が続々と原籍に戻され、宗教活動は中止に追い込まれた。
1978年、中国共産党第十一期中央委員会第三回全体会議後、混乱が解け、宗教政策が回復し、実行された。1979年、農民が寺を出て、尼僧は寺を再建し始めた。1982年、尼僧の暁懺の主宰の下、仏事収入と信者の布施を用いて、続々と大雄宝殿、念仏堂、寮房と雑屋十数軒を建設し、同時に泥質鎏金仏像を新たに塑造した。1983年に暴風雨で倒壊。尼僧の暁懺は寺院の再建を発願し、開福寺尼僧、地元信者、香港果性法師と慈悲法師、台湾法智法師と唯一法師の援助を得て、再び仏殿とその他の部屋を再建した。1995年に落成式および各仏像の開眼式が行われました。

## 伽藍
- 牌坊、三門、天王殿、大雄宝殿、琉璃宝殿、念仏堂、清規堂、香積厨、斎堂、息心所、海会塔、寮房、僧墓塔[2][3]